# 金澤忠雄
金澤 忠雄（かなざわ ただお、1919年（大正8年）10月21日 - 2003年（平成15年）9月12日）は、日本の政治家。元山形市長。東北芸術工科大学名誉学長。

## 来歴・人物
山形県南沼原村（のち山形市）生まれ。柏倉門伝青年学校卒業。戦後農民運動に身を投じ、南沼原村に農業協同組合を設立するため奔走。初代組合長に就任した。また一時期、共産党に身を置いたこともあった。
1951年（昭和26年）、社会党に参加し山形県議会議員選挙に出馬。初当選を果たす。任期中には県本部書記長を務めた。4期目の半ばとなる1965年（昭和40年）の第7回参議院議員通常選挙に山形地方区から社会党公認で出馬したが、落選。翌1966年（昭和41年）の山形市長選挙に出馬し当選。以後、7期28年の長期にわたり山形市長を務めた。
市長在任中は、文教行政に力を入れ公民館整備に取り組みミニ講座を奨励した。また、山形市制100周年の記念事業の一環として開催した「山形国際ドキュメンタリー映画祭」は、その後国際的に高い評価を得るまで成長した。それ以外にも1992年（平成4年）には、全国初の公設民営であり県下2番目の4年制大学となる東北芸術工科大学の開学にこぎ着け、初代理事長も務めた。さらには1991年（平成3年）には、山形自動車道村田 - 山形北ICの開通。翌年には、山形新幹線の開通などインフラストラクチャー整備にも尽力した。
その一方で、28年にも及ぶ長期政権のゆがみも指摘され、1980年代後半の北蔵王開発では、自然保護か、開発かの間で対応が揺れたほか、出身地域に対して巧妙に利益誘導をしているとの指摘もされた。このほか山形の首領といわれた服部敬雄山形新聞社社長に対しては、板垣清一郎知事とともに追従する姿勢を、服部（天皇）知事、板垣総務部長、金澤庶務課長などと揶揄された。
1986年（昭和61年）、1990年（平成2年）の2度の山形市長選では、後に市長に就任する吉村和夫との激戦を制し逃げ切った。山形市長は1994年（平成6年）まで2期務めた。吉村は2000年（平成12年）の市長選挙でやっと当選。その吉村は在職中の2003年（平成15年）に体調を崩して入院。8月20日に急逝。吉村の葬儀の最中、入院中の山形市立病院済生館で9月12日、心不全のため83歳で逝去した。
長男に、山形県議会議員の金澤忠一がいる。

## 栄典
- 藍綬褒章 - 1976年（昭和51年）
- 勲二等瑞宝章 - 1994年（平成6年）[4]
- 山形市名誉市民 - 1994年（平成6年）[5]
- 正五位 - 2003年（平成15年）9月12日